# Demografia Izraela
| (dane pochodzą z grudnia 2006 r.) | (dane pochodzą z grudnia 2006 r.) |
| --------------------------------- | --------------------------------- |
| Liczba ludności                   | 7 116 200                         |
| Ludność według wieku              |                                   |
| 0 – 14 lat                        | 26,3%                             |
| 15 – 64 lat                       | 63,9%                             |
| ponad 64 lata                     | 9,8%                              |
| Wiek (mediana)                    |                                   |
| W całej populacji                 | 29,6 lat                          |
| Mężczyzn                          | 28,8 lat                          |
| Kobiet                            | 30,5 lat                          |
| Przyrost naturalny                | 1,18%                             |
| Współczynnik urodzeń              | 17,97 urodzin/1000 mieszkańców    |
| Współczynnik zgonów               | 6,18 zgonów/1000 mieszkańców      |
| Współczynnik migracji             | 0 migrantów/1000 mieszkańców      |
| Ludność według płci               |                                   |
| przy narodzeniu                   | 1,05 mężczyzn/kobiet              |
| poniżej 15 lat                    | 1,05 mężczyzn/kobiet              |
| 15 – 64 lat                       | 1,01 mężczyzn/kobiet              |
| powyżej 64 lat                    | 0,75 mężczyzn/kobiet              |
| Umieralność noworodków            |                                   |
| W całej populacji                 | 6,89 śmiertelnych/1000 żywych     |
| płci męskiej                      | 7,61 śmiertelnych/1000 żywych     |
| płci żeńskiej                     | 6,14 śmiertelnych/1000 żywych     |
| Oczekiwana długość życia          |                                   |
| W całej populacji                 | 79,46 lat                         |
| Mężczyzn                          | 77,83 lat                         |
| Kobiet                            | 81,7 lat                          |
| Rozrodczość                       | 2,41 urodzeń/kobietę              |

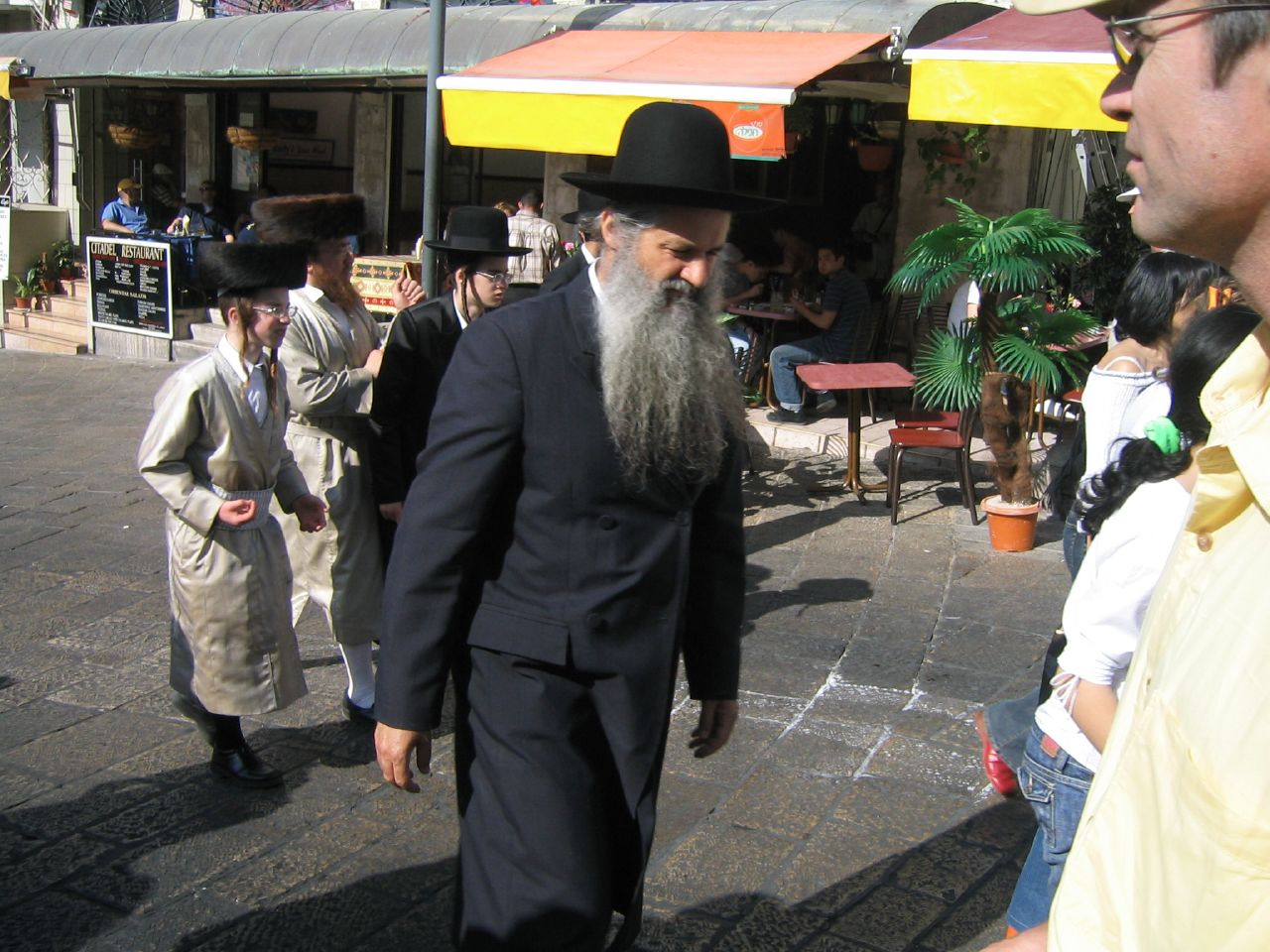
Charedim w Jerozolimie

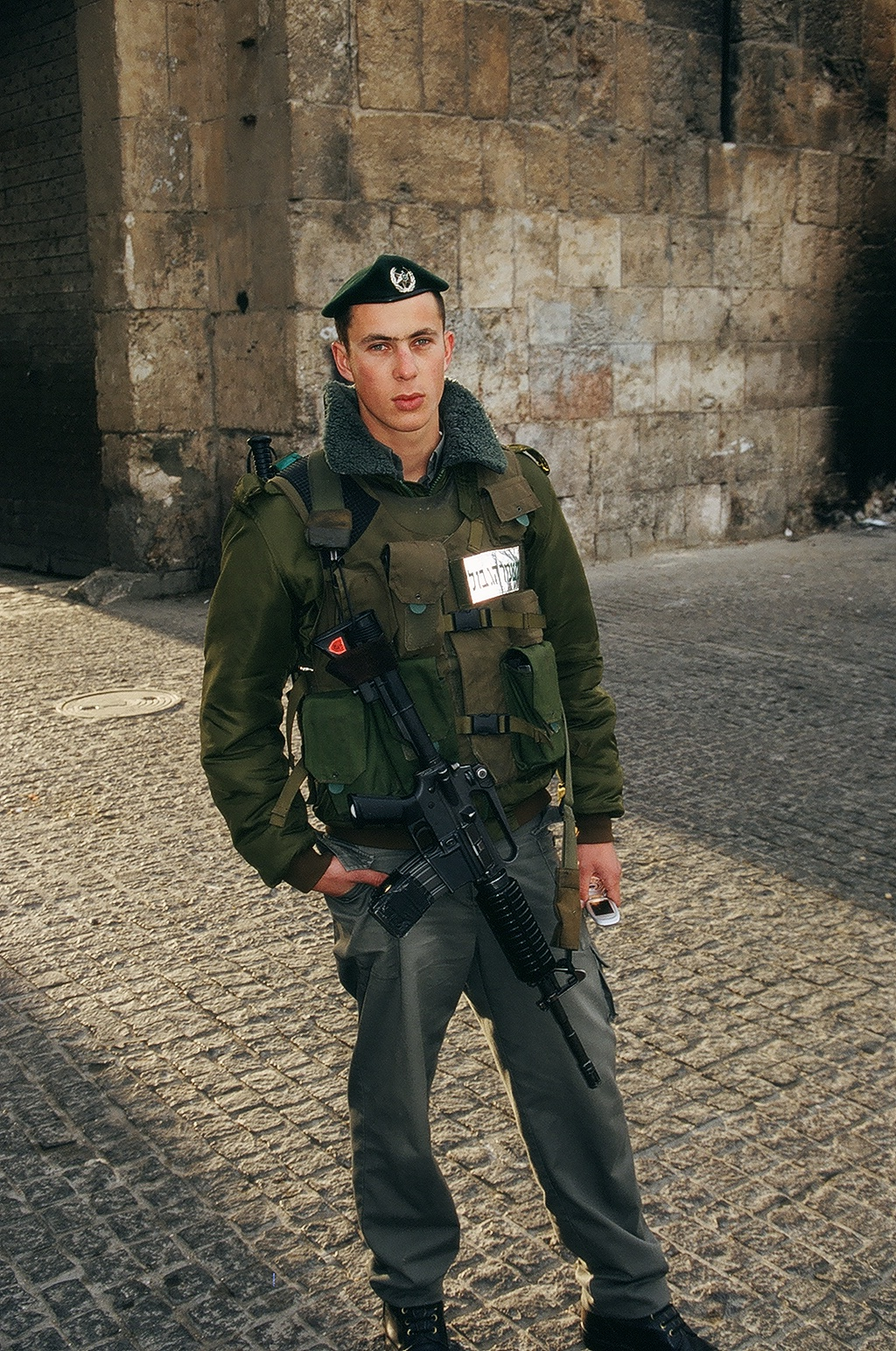
Izraelski żołnierz w Jerozolimie

Artykuł omawia zagadnienie demografii państwa Izrael. 
Większość ludności Izraela mieszka na wybrzeżu Morza Śródziemnego. Izrael charakteryzuje wysoki poziom warunków bytowych i wykształcenia społeczeństwa oraz najwyższy na Bliskim Wschodzie stopień urbanizacji. 90% ludności kraju mieszka w miastach.

## Grupy etniczne
Zgodnie z danymi izraelskiego Centralnego Biura Statystycznego z grudnia 2008 populacja kraju wynosi 7 337 000, dzieli się etnicznie na następujące grupy:
- Żydzi – 5 540 000 – 75,5%
- Arabowie – 1 440 000 – 19,6%
- inni – 318 000 – 4,3% (przeważnie członkowie rodzin żydowskich imigrantów, z krajów byłego ZSRR)

Te liczby obejmują tylko legalnych mieszkańców państwa Izrael, bez uwzględnienia mieszkańców (żydów, muzułmanów, chrześcijan i innych) żyjących na terenach administrowanych przez Autonomię Palestyńską.

### Żydzi
Wśród Żydów żyjących w Izraelu 68% to osoby urodzone w Izraelu (Sabra), natomiast pozostali to imigranci (Olim): 22% urodzeni w Ameryce i Europie, 10% urodzeni w Afryce i Azji.

### Arabowie
Oficjalne statystyki uwzględniają wyłącznie arabskich mieszkańców oficjalnie żyjących w Izraelu (najczęściej posiadających obywatelstwo izraelskie). W 2008 w Izraelu żyło 1 440 000 Arabów, stanowiąc 19,6% ogółu mieszkańców. Z tego około 250 000 Arabów żyje we Wschodniej Jerozolimie i około 19 000 Arabów żyje na Wzgórzach Golan.
Zdecydowana większość izraelskich Arabów jest muzułmanami (ponad 70%). Chrześcijanami jest 9% Arabów.
Odrębną etnicznie grupą arabską są Beduini, którzy żyją głównie na pustyni Negew. Rząd wybudował specjalnie dla nich siedem miast, jednak około 76 000 Beduinów nadal żyje w namiotach, wybierając koczowniczy styl życia. Część z ich małych wiosek nie jest nawet uwzględniona na izraelskich mapach. Często są one pozbawione wody, energii elektrycznej i szkół. Około 8% Beduinów służy ochotniczo w izraelskiej armii.

## Religie
Tożsamość etniczna przekładająca się na wyznanie (dane na 2005):
- żydowskie – 5 313 800 – 76,5%
- muzułmańskie – 1 140 600 – 15,9%
- chrześcijańskie – 146 000 – 2,1%
- druzyjskie – 115 200 – 1,6%
- inni – 272 200 – 3,9%

Oficjalne dane nie uwzględniają ateistów.

## Języki
Urzędowym językiem w Izraelu jest hebrajski. Status specjalny mają arabski, angielski i rosyjski. Ze względu na duży udział imigrantów w populacji Izraela w użyciu są także języki diaspory żydowskiej jidysz i ladino, oraz inne języki europejskie i azjatyckie takie jak rumuński, polski, francuski, perski.